# Louise Marquet (danseuse)
Pour les articles homonymes, voir Louise Marquet et Marquet.

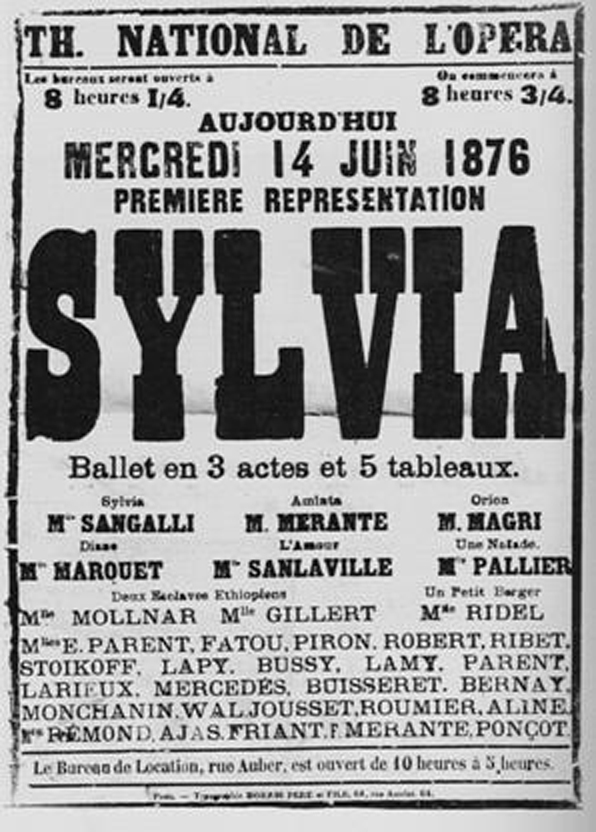
Affiche annonçant le ballet Sylvia, dans lequel Louise Marquet apparaît en tant que danseuse.

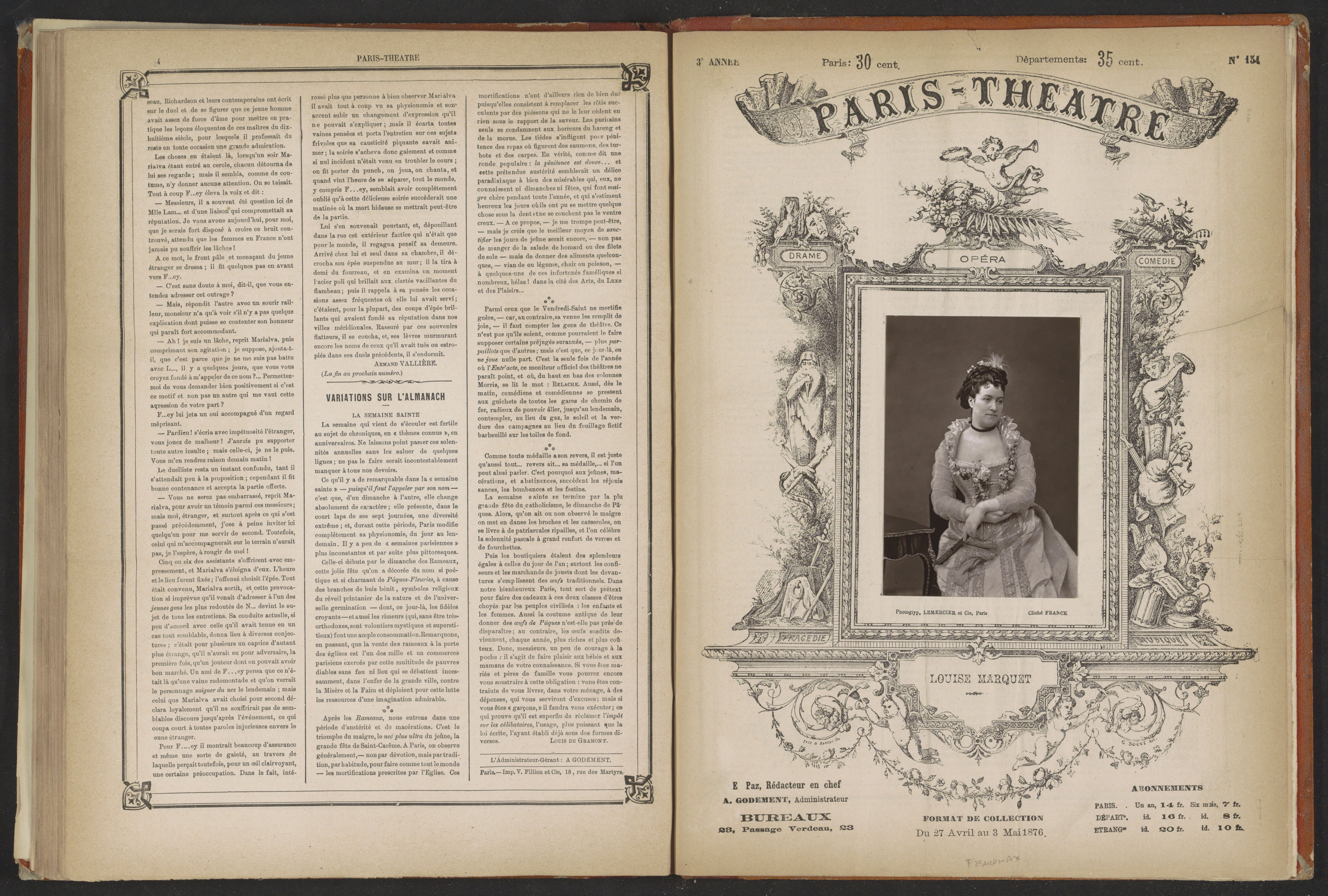
Portrait.

Louise Marquet (née le 12 mai 1834 à Tours en Indre-et-Loire et décédée le 22 décembre 1890 à Paris) est une danseuse et maîtresse de ballet française.

## Biographie
Louise Marquet naît à Tours en 1834.

### Carrière de danseuse
Elle danse entre 1841 et 1870.
Son premier contrat date du 8 janvier 1841. Elle fait ses débuts en tant que sujet en 1851 en interprétant le rôle de Fenella dans La Muette de Portici. 
Dans ses rôles phares, elle a interprété Fée Noire dans la première de La Filleule des fées en 1849, qui mettait en vedette Carlotta Grisi dans le rôle d'Ysaure, l'un des Sept Vices dans Orfa en 1852, la Grande Prêtresse dans Aelia et Mysis en 1853, la princesse Bathilde dans Les Elfes en 1856) et la méchante fée Hamza dans Le Papillon en 1860, de Marie Taglioni, avec Emma Livry en vedette.
En 1861, elle interprète le rôle de Denise dans Le Marché des puces et, plus tard la même année, elle crée le rôle de la comtesse Aldini dans L'Étoile de Messine. En 1863, elle danse Bathilde dans Giselle, avec Martha Muravieva dans le rôle titre. En 1866, elle danse Magreb dans La Source. En 1865, elle apparaît dans L'Africaine de Meyerbeer. En 1867, elle apparaît dans une reprise du Corsaire de Mazilier, jouant le même rôle qu'elle avait créé en 1856, plus tard la même année elle interprète le rôle de la Reine des eaux dans Le Ballet de la Reine : La Peregrina, un divertissement de Lucien Petipa dans l'acte III de Don Carlos de Verdi.
Elle a également dansé dans Marco Spada et dans Le Dieu et la Bayadère.

### Maitresse de ballet
Après une série de triomphes, et peu après avoir créé le rôle de la Princesse dans Yedda de Mérante, elle prend sa retraite en 1879 et quitte l'Opéra. Elle reprend alors la classe de maintien au Conservatoire, puis devient maîtresse de ballet à l'Opéra-Comique.
Elle réalise des créations pour les ballets Vert-Vert, Orfa, Aelia et Mysis, Le Corsaire, Les Elfes, Marco Spada, Graziosa, Le Marché des innocents, Le Papillon, L'Étoile de Messine, Diavolina, La Source, Sylvia, Yedda, etc.

### Décès
Elle décède rue Buffault, dans le 9e arrondissement de Paris, en décembre 1890.